# Gávea

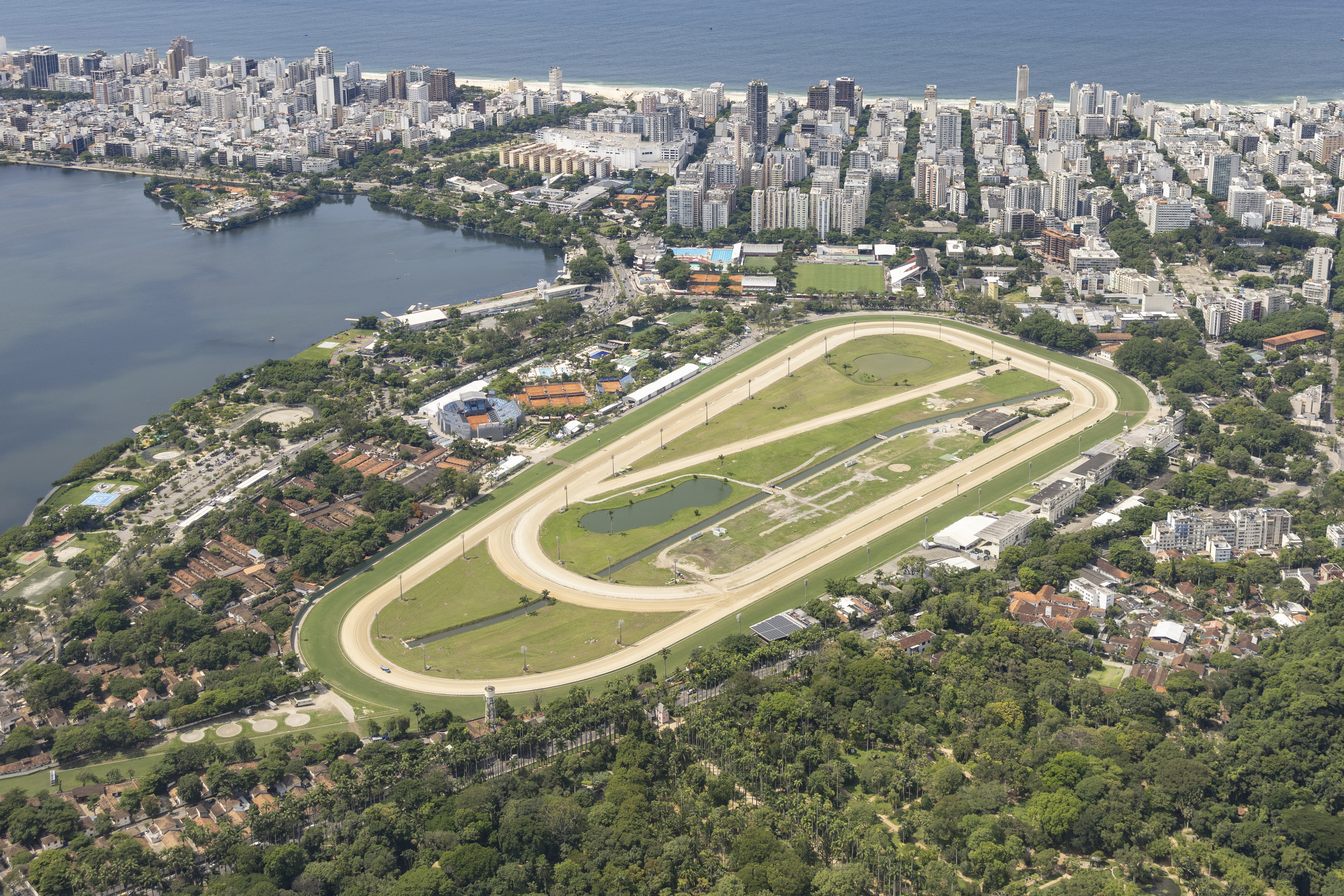
El hipódromo da Gávea y detrás el barrio Gávea.

Gávea es un barrio de clase media-alta y alta de la Zona Sur de la ciudad de Río de Janeiro, Brasil. Pese a su proximidad con la favela Rocinha (parte de la cual alguna vez estuvo dentro de los límites del barrio), tiene el Índice de Desarrollo Humano más alto de la ciudad.
Gávea se encuentra muy cerca de la Pedra da Gávea, a la cual debe su nombre, y está enmarcado por los picos del cerro Dois Irmãos.

## Toponimia

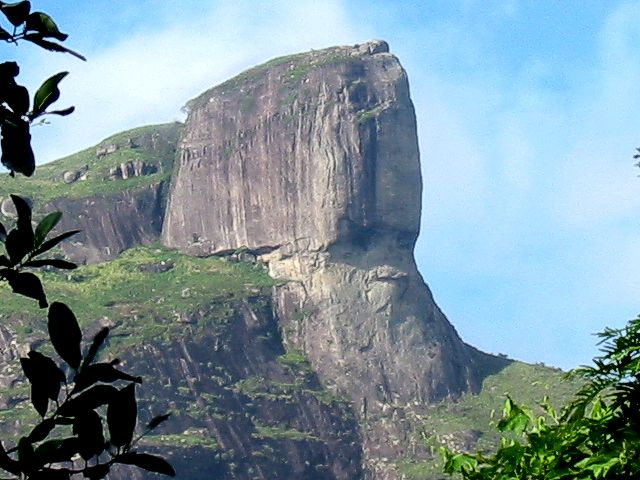
La Pedra da Gávea, junto al barrio homónimo.

El barrio debe su nombre a su cercanía con la Pedra da Gávea (842 metros), aunque ésta se localiza en São Conrado, barrio creado con posterioridad. Se llama así por tener en su cima una formación rocosa semejante a la gávea (en español, gavia) de los navíos.

## Ubicación y límites
El barrio limita con São Conrado, Alto da Boa Vista, Leblon, Lagoa, Jardim Botânico, Vidigal y Rocinha.
Está incluido en el Área de Planeamiento 2, y comparte la Región Administrativa VI (Lagoa) con Ipanema, Leblon, Lagoa, Jardim Botânico, Vidigal y São Conrado.
Posee un área territorial de 257,96 hectáreas y sólo tiene un 44,49% de áreas urbanizadas y/o alteradas, lo que la ubica entre los quince barrios menos urbanizados de la ciudad.

## Historia
Inicialmente cubierta de mata atlántica, Gávea comenzó a ser deforestada en el siglo XVI por los primeros colonizadores para la utilización de sus tierras.
La región, que pertenecía a la población de São José da Lagoa, en 1873 se convirtió en el pueblo de Nossa Senhora da Conceição da Gávea. Allí estaba la iglesia de Nossa Senhora da Conceição, construida entre 1852 y 1857.
El acceso principal a Gávea era el Caminho da Boa Vista, que tenía varias chacras y palacetes. El arquitecto francés Grandjean de Montigny construyó allí su residencia, conocida como Olaria da Gávea.
Sobre 1860 ya existían en la zona cerca de 150 propiedades.

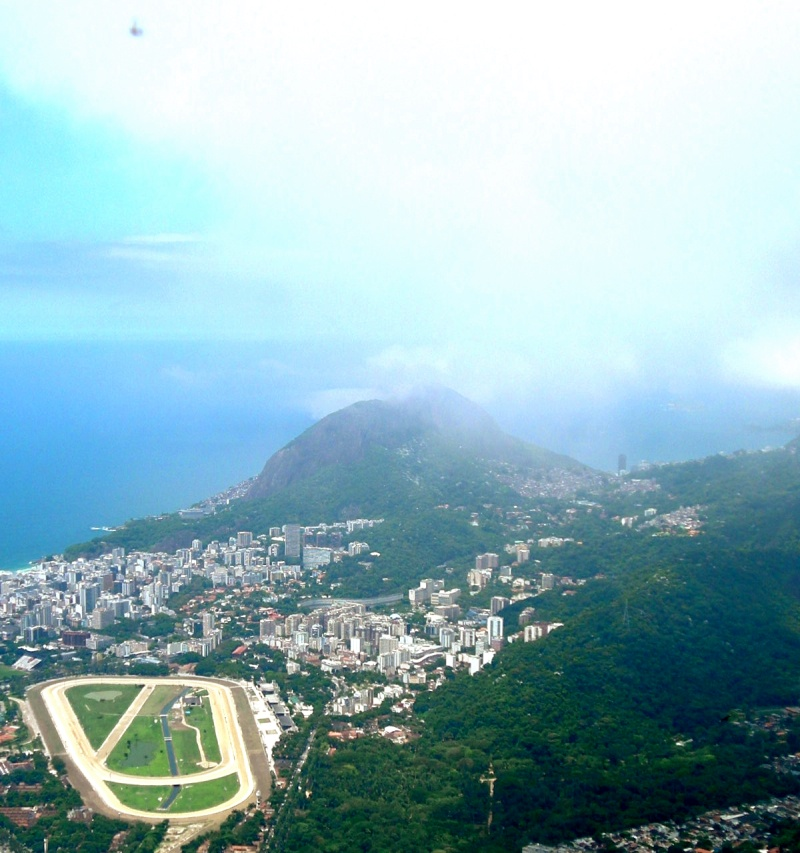
El hipódromo da Gávea y el Jardín Botánico adelante. El barrio Gávea en el centro. Detrás, favela Rocinha, morro Dois Irmãos y el Océano Atlántico.

En el punto más alto del Caminho da Boa Vista se encontraba la chacra de José Antônio Pimenta Bueno, el Marquês de São Vicente, que luego daría nombre a una calle. El área preteneció a una granja de café, loteada en el siglo XIX, conocida como Chácara do Morro Queimado. Su último dueño fue el ingeniero Guilherme Guinle que, en 1939, la vendió a la prefectura de Río para que se construyera el Parque da Cidade, que ocupa 470 mil metros cuadrados con lagos, caminos, reserva forestal y el Museo de la Ciudad.
Enmarcada por las paredes del cerro Dois Irmãos, de 539 metros de altura, y sus dos picos rocosos, Gávea es atravesada por el río Rainha –antiguamente conocido como Rio Branco-, tributario de la Lagoa Rodrigo de Freitas. El parque Três Vendas -hoy plaza Santos Dumont- era la principal referencia del antiguo barrio, hasta donde llegaban las diligencias en 1872. En 1904, el transporte público (ya a tracción eléctrica) subía por la calle Marques de São Vicente hasta su final, en un lugar llamado Rodo.
En el siglo XX aparecieron industrias como la fábrica de tejidos São Félix, más tarde llamada Cotonifício da Gávea, así como Sudantex, en los inicios de la década de 1920. Luego llegarían los laboratórios Park-Davis, Moura Brasil y la Indústria Química Merrel do Brasil. Así fue como se instalaron villas para obreros y, en 1942, el Parque Proletário da Gávea, removido en 1970.
A inicios de la década del '20, las nivelaciones del terreno realizadas por el prefecto Carlos Sampaio en la zona más propensa a inundaciones (entre el Jardín Botánico y la laguna) posibilitaron el loteamiento de terrenos a precios más accesibles que en Copacabana. El segmento más aristocrático se estableció en los terrenos más elevados del barrio.
Entre 1933 y 1952, con la apertura de la autopista de la Gávea, se realizó la carrera automovilística del Circuito de la Gávea, llamada Gran Premio Ciudad de Río de Janeiro.
Hasta la década del '90, cuando Gávea se convirtió en barrio y Región Administrativa, buena parte de Rocinha pertenecía a este barrio.

## Demografía
Lagoa tiene 17.475 habitantes, de los cuales 7.937 son hombres y 9.538 son mujeres. La razón de sexo del barrio es de 83,21 hombres cada cien mujeres. Tiene un densidad demográfica de 67,74 habitantes por hectárea.
Hay un total de 6.580 domicilios, en la mayoría de los cuales (1.633 domicilios) viven dos personas.
Posee una esperanza de vida al nacer de 80,45 años (sólo superado por el barrio Jardim Guanabara) y una tasa de alfabetización de adultos del 98,08% (en el puesto 21 entre los barrios de Río).
Hay siete escuelas municipales, que reúnen 3.395 alumnos.
El Índice de Desarrollo Humano (IDH) del barrio es de 0,970, el más alto de la ciudad, igualando al IDH de Australia (0,970, el segundo país con mayor IDH en el mundo).

## Lugares destacados
En la etapa de diagnóstico del Plan Estratégico de Río se realizó una encuesta de percepción de la población que, entre otros datos, permite identificar las áreas y edificaciones emblemáticas del barrio según la opinión de sus habitantes:
- Solar Grandjean de Montigny
- Parque de la Ciudad
- Conjunto edilicio del hipódromo de la Gávea y demás dependencias del Jockey Clube Brasileiro
- Escuela municipal Manoel Cícero
- Escuela municipal Júlio de Castilhos
- Escuela municipal Luiz Delfino

También se destacan el conjunto Residencial Marquês de São Vicente (Minhocão), el Campus de PUC-Rio, el Planetario de la Ciudad, el Museo del Universo, el Instituto Moreira Sales, el Shopping da Gávea y el denominado "Baixo Gávea", zona de la plaza Santos Dumont con bares y restaurantes, tradicional punto de encuentro nocturno.